# Überkritisches Wasser

Phasendiagramm von Wasser. Bei Temperaturen und Drücken oberhalb des kritischen Punkts spricht man von überkritischem Wasser.

Überkritisches Wasser (auch superkritisches Wasser oder scH2O, von englisch supercritical) ist Wasser in einem fluiden Zustand über seiner kritischen Temperatur und seinem kritischen Druck – also jenseits des kritischen Punktes.
Oberhalb des kritischen Punktes ist eine Unterscheidung, ob der Stoff flüssig oder gasförmig ist, nicht ohne weiters möglich, er ist dicht wie eine "Flüssigkeit", hat aber eine weit niedrigere Viskosität als flüssiges Wasser bei Normbedingungen. Um in den überkritischen Zustand zu gelangen, muss das Wasser dazu mindestens eine Temperatur von 374,12 °C und einen Druck von mindestens 22,1 MPa (221 bar) – also rund den 218-fachen normalen Luftdruck – haben. Im Gegensatz zum flüssigen Wasser hat es keine Oberflächenspannung. Daher können sich dort keine Dampfblasen bilden. Es bilden sich isolierte Cluster von Molekülen, die innerhalb des Clusters über Wasserstoffbrücken verbunden sind, aber keine Wasserstoffbrücken zu anderen Clustern aufweisen.

## Eigenschaften und Verwendung
Überkritisches Wasser kann Feststoffe wie Alkalisalze, Siliciumdioxid und auch Hydroxide in beträchtlicher Menge auflösen. Die Permittivität mit Werten zwischen 5 und 20 ist hoch genug, um die Ionendissoziation gelöster Stoffe zu ermöglichen. So wird es als Lösungsmittel bei der Zersetzung von Elektroschrott, radioaktiv kontaminierter Erde, vielen organischen Verbindungen und weiteren Problemstoffen verwendet. Salze, die sich in normalem Wasser lösen, sind in überkritischem Wasser nicht löslich. Umgekehrt sind viele unpolare Stoffe, die in Wasser normalerweise schlecht löslich sind in überkritischem Wasser gut löslich. Löslichkeit und andere Eigenschaften des überkritischen Wassers sind teilweise stark von Druck und Temperatur abhängig und können sehr präzise „eingestellt“ werden, um gewünschte Ergebnisse zu erzielen. Das gleiche Prinzip gilt bei Kohlenwasserstoffen, bei niedrigen Temperaturen sind Kohlenwasserstoffe mit Wasser nahezu nicht mischbar. Bei hohen Temperaturen nimmt die gegenseitige Löslichkeit zu, bei Temperaturen im kritischen Bereich kann eine vollständige Löslichkeit erreicht werden. Parallel dazu nimmt mit der Temperatur auch die Reaktionsfähigkeit zu, zudem treten hier auch hydrolytische und pyrolytische Umsetzungen der komplexen Kohlenwasserstoffe auf.
In etwa 500 Kohlekraftwerken weltweit wird überkritisches Wasser im Dampfprozess verwendet. Dabei erreicht der Frischdampf Temperaturen von bis zu 580 °C und Drücke von etwa 270 bar und somit den überkritischen Zustand. Kraftwerke mit überkritischen Frischdampftemperaturen von 700 °C und -drücken von 350 bar befinden sich in der Entwicklung. Der Einsatz von überkritischem Wasser in Kernkraftwerken ist noch Gegenstand der Forschung, vgl. überkritischer Leichtwasserreaktor.

## Geschichte
Das Phänomen der überkritischen Fluide ist seit 1822 bekannt. Damals entdeckte Charles Cagniard de la Tour die Existenz einer kritischen Temperatur, oberhalb der die Phasengrenze flüssig/gasförmig einer in einem Druckgefäß eingeschlossenen Flüssigkeit verschwindet. Im Jahr 2005 wurde überkritisches Wasser im Atlantischen Ozean gefunden, wo es aus zwei Hydrothermalquellen austritt.